# Safiya

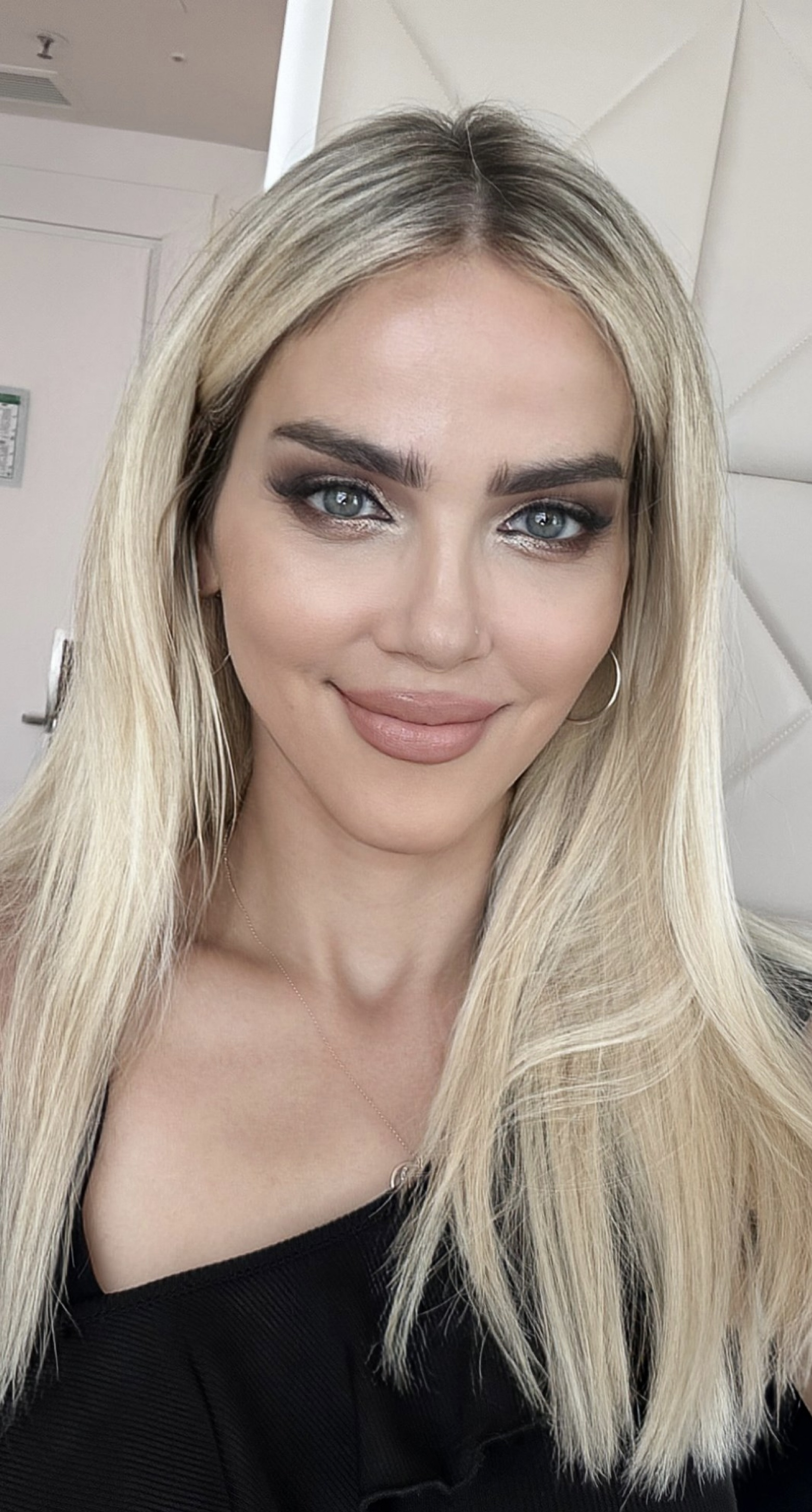
Safiya (2024)

Safiya Kaygin (* 20. Jahrhundert in Gaziantep, Türkei) ist eine deutsche Sängerin, Komponistin und Texterin mit türkischen Wurzeln.

## Leben und künstlerischer Werdegang
Safiya wurde als jüngstes von fünf Kindern in eine Familie in Gaziantep, einer türkischen Millionenstadt, geboren.
Als Safiya zwei Jahren alt war, zog die siebenköpfige Familie nach Deutschland in die Nähe von Stuttgart, wo Safiya anschließend aufwuchs. Kurz nach dem Umzug verstarb die Mutter der fünf Kinder.
Nach ihrem Hauptschulabschluss begann Safiya im Alter von 15 Jahren am beruflichen Schulzentrum Leonberg eine Ausbildung zur Augenoptikerin, die sie drei Jahre später erfolgreich abschloss.
Kurz darauf wurde sie von einem türkischen Musikmanager und -produzenten entdeckt, der sie in der Türkei vermarktete. Das Musikvideo ihrer Single Why Do I verbreitete sich über das Internet, so dass die türkische Presse auf Safiya aufmerksam wurde. Es folgten viele Auftritte in der Türkei, sie spielte Tourneen und wurde in große TV-Shows eingeladen. Trotz allem verlagerte sie ihren Wohnort nicht zurück in ihr Geburtsland, sondern blieb in Deutschland, ihrer Wahlheimat.
2015 gründete Safiya unter dem Pseudonym Alyzee eine eigene Band, mit der sie nun auch in Deutschland Fuß fasste. Ihr selbstkomponiertes Debütalbum My Life gewann den ersten Platz als bestes Album (international) bei dem deutschen Rock & Pop Preis 2016, ihre Band belegte Platz 2 als beste Rockband. Diese Erfolge brachten sie auf die Titelseite des vierteljährlich erscheinenden Magazins musiker Magazin, die sie dort als Queen of Oriental Rock betitelten (Ausgabe 4/2016 – 1/2017). 2017 folgte von April bis Juni eine Deutschlandtour mit Abschluss auf dem Hessentag in Rüsselsheim.
2020 orientierte sich Safiya um. Seither schreibt sie deutsche Lieder und widmet sich der deutschen Schlagermusik. Sie begründet den Schritt unter anderem mit ihrer Liebe zur deutschen Sprache, in der sie sich authentisch ausdrücken kann. So hat sie inzwischen auch die deutsche Staatsbürgerschaft angenommen und lebt im Frankfurter Raum.
In ihrem neuen Karriereabschnitt als Schlagersängerin feierte sie bereits erste Erfolge. Ihre Schlagerdebütsingle Alles klar wurde unter anderem im September 2022 in der Fernsehshow Die Schlager des Monats vorgestellt und sie trat mit diesem Titel in der Sendung mit Florian Silbereisen bei der Schlagerchance in Leipzig auf, in der sie auch mit Kerstin Ott im Duett den Titel Die immer lacht sang. Ihre Single Stimmen im Wind, eine Coverversionen des Original Songs von Juliane Werding, ist im Februar 2023 auf Platz 8 der iTunes-Charts eingestiegen. Mit der deutschen Interpretation Verdammt ich will des 80er Jahre Hits Self Control von Laura Branigan erreichte Safiya, aus deren Feder auch die deutschsprachigen Lyrics stammen, im August 2023 Platz 1 der deutschen DJ-Playlist.  Im November 2023 veröffentlichte sie ihr Single Für diesen einen Moment und platzierte sich in den Top 100 der Deutschen Airplaycharts. Im Dezember 2023 trat sie unter anderem in der Schlagernacht des Jahres in Berlin in der Mercedes-Benz Arena und Frankfurt in der Festhalle auf. Ihre Songs sind in den schlagerrelevanten Radiocharts vertreten.
Im Februar 2024 veröffentlichte Safiya eine Coverversion des Glasperlenspiel-Hits Geiles Leben. Der Song war 20 Wochen in den Airplay-Charts vertreten. Vier Monate später erschien „Alles wird gut“.
Ihre neuste Single „Bleib In Erinnerung“ vom November 2024 ist eine Neuinterpretation von Loreens „My Heart Is Refusing Me“ mit neuem deutschen Text, den Safiya selbst schrieb. Der Song erreichte Platz 3 der Amazon-Bestseller-Charts und Platz 2 der Neuerscheinungen in der Kategorie Schlager. In den Austrian Schlagercharts wurde der Titel auf Platz 2 gelistet. Die Zeitschrift Musix bezeichnete Safiya als „die deutsche Loreen“.
Im November 2024 wurde Safiya von Schlager Deluxe und der Zeitschrift „Meine Melodie“ als Newcomerin des Monats vorgestellt. Beim Deutschen Rock & Pop Preis 2024 gewann Safiya am 14. Dezember 2024 in drei Kategorien, nämlich beste Schlagersängerin, bester Schlagersong und deutscher Singer-Songwriter-Preis.

## Diskografie
Singles
- 2022: Alles klar
- 2023: Stimmen im Wind
- 2023: Verdammt (ich will) featuring  DJ Herzbeat
- 2023: Für diesen einen Moment
- 2024: Geiles Leben
- 2024: Alles wird gut
- 2024: Wunderland
- 2024: Bleib in Erinnerung
- 2025: Frei

## Auftritte (Auswahl)
Live
- 2023: Schlager Paradies in Bergen auf Rügen
- 2023: Schlagermarathon in Uelzen Open R
- 2023: U 104 Schlagerreise auf Mallorca
- 2023: Die Schlagernacht des Jahres in Berlin
- 2023: Die Schlagernacht des Jahres in Frankfurt am Main
- 2024: Die Schlagernacht des Jahres in München
- 2024: 2. Schlagernacht der Stars in Wiesmoor
- 2024: Schlagertraum in Löhne
- 2024: Schlagerstern in Willingen (Upland)
- 2025: Schlagernacht am Kalkberg in Bad Segeberg[15]

Fernsehen
- 2022: Die Schlagerchance in Leipzig, MDR
- 2023: Brisant (Reportage), ARD[1]
- 2023: Kiwis große Partynacht, SAT1
- 2025: ZDF-Fernsehgarten mit ihrer neuen Single Frei[16]